# تاری نامتقارن

بیراهش تاری نامتقارن یا آستیگماتیسم یکی از نواقص سامانه‌های اپتیکی است که در آن پرتوهای نشر یافته در دو صفحه عمود برهم، نقاط کانونی متفاوتی را تجربه می‌کنند. 

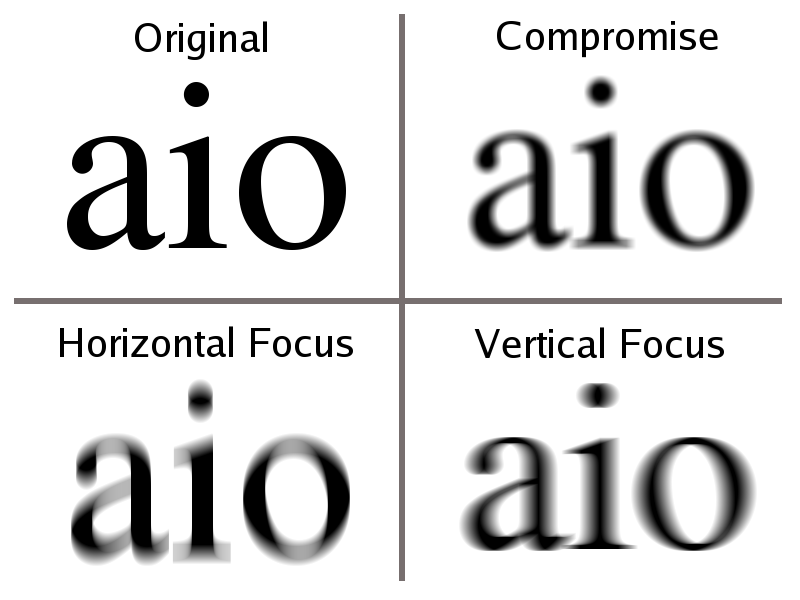
تاری نامتقارن عدسی در فواصل مختلف.